# Iulian Claudiu Manda
A nu se confunda cu Claudiu Manta (n. 1981), politician din Motru!
Iulian Claudiu Manda (n. 20 decembrie 1975, Craiova, România) este un politician român, membru al Parlamentului României, deputat în legislaturile din perioada 2004-2016, senator în legislatura 2016–2020 și europarlamentar din 2019, ales pe listele Partidului Social Democrat (PSD).

## Biografie
Claudiu Manda a studiat contabilitatea și informatica în diverse instituții, după cum urmează:
- 1994 - 1998 Universitatea din Craiova, Facultatea de Științe Economice, Secția Contabilitate și Informatică de Gestiune;
- 1999 - 2001 Expert contabil atestat C.E.C.C.A.R. (Corpul Experților Contabili și Contabililor Autorizați din România) - cel mai tânăr expert contabil la acea dată din Oltenia;
- 2002 - 2003 Școala Academică Postuniversitară "Ovidiu Șincai", specializarea Management Politic, lucrare de dizertație cu titlul: "Resurse financiare pentru sustenabilitatea politicilor publice";
- 2005 Absolvent al Colegiului Național de Apărare;
- 2009 - prezent Doctorand în Management al Universității de Stat Valahia din Târgoviște;
- 2011 Absolvent al Colegiului Național de Informații.

## Activitate politică
În aprilie 2013, Claudiu Manda a fost ales președinte al PSD Dolj, el fiind singurul candidat.
În august 2014, Manda a fost numit în postul de ministru delegat pentru Buget, înlocuindu-l pe Liviu Voinea.
La alegerile europarlamentare din 2019, a câștigat un mandat din partea partidului PSD, fiind afiliat grupului S&D. Manda a avut al doilea cel mai mare număr de absențe din legislatura 2019-2024, a avut doar 4 propuneri de rezoluție și nicio contribuție la dezbaterile în plen. A fost reales în urma alegerile europarlamentare din 2024.

## Controverse
Pe 16 aprilie 2021 Claudiu Manda a fost trimis în judecată de Direcția Națională Anticorupție pentru săvârșirea infracțiunii de folosire a influenței ori autorității. A fost acuzat că a intervenit în 2015 pe lângă directorul AJPIS Dolj pentru a opri recuperarea sumelor plătite nelegal ca venit minim garantat unor persoane. Pe 8 aprilie 2024 Înalta Curte de Casație si Justiție a constatat definitiv încetarea procesului penal ca urmare a prescripției răspunderii penale